# Annie van Ees
Johanna Martina (Annie) van Ees (Leiden, 30 oktober 1893 - Morges, 9 oktober 1970) was een Nederlandse filmactrice. Door haar huwelijk met toneelleider Cor van der Lugt Melsert stond ze ook bekend als Annie van der Lugt Melsert-Van Ees.
Ze was dochter van Maria van Steenwijk en instrumentmaker Christiaan van Ees. Van Ees groeide op in een gezin van één zus en vijf broers, onder wie de acteurs Henri van Ees en Jan van Ees. Ze doorliep de ulo en liet ze zich scholen aan de Toneelschool  In een interview vertelde ze dat toneelspelen in haar bloed zat en dat ze al van jongs af aan wist wat ze wilde worden. Haar toneeldebuut kwam op 17-jarige leeftijd, in het toneelstuk Schakels van Herman Heijermans. In haar beginjaren sloot ze zich aan bij het toneelgezelschap Het Tooneel, waar ze onder andere te zien was naast Louis H. Chrispijn in het toneelstuk ‘t Cafétje (1912). Ze werd later ontdekt door Cor van der Lugt Melsert en sloot zich vervolgens aan bij zijn toneelgezelschap Nederlandsch Tooneel. Op 15 september 1919 trouwden ze met elkaar. Ze kregen een zoon, Cor jr.
In haar jaren bij Nederlandsch Tooneel was ze te zien in onder andere Overschotje (1921). Van 1922 tot en met 1938 was ze aangesloten bij het Vereenigd Rotterdamsch-Hofstad Tooneel. In 1923 speelde ze de titelrol in het toneelstuk waar ze het meest bekend mee is geworden, Boefje. In totaal trad ze meer dan 1500 keer op in het toneelstuk. Mede door deze rol groeide ze uit tot een der bekendste actrices uit het Nederlandse toneel. Ook in Nederlands-Indië trad ze met regelmaat op.
Vervolgens behaalde ze successen met Leontientje, dat in 1926 in première ging. Het toneelstuk lag de actrice dicht bij haar hart, omdat ze daarmee haar 12½-jarig jubileum vierde. Tijdens de loop bereidde ze zich voor op de De pastoor, een toneelstuk dat ze persoonlijk had gevraagd om te creëren, na het lezen van het gelijknamig boek. In haar carrière speelde ze vooral mondaine vrouwen, jonge meisjes en zelfs jongens. Ze speelde voor het Vereenigd Rotterdamsch-Hofstad Toneel in talloze toneelstukken, waaronder met haar broer Jan in Men trouwt geen meisjes zonder geld van István Zagon (1929), Mélo (1930), De keizer van Amerika (1930).
In de jaren 30 was Van Ees inmiddels uitgegroeid tot de grootste actrice uit het toneel. Nadat ze het toneelgezelschap in 1938 verliet, kreeg ze de titelrol in de film Boefje (1939). De film was een hommage aan de actrice en een poging om haar fans de bioscopen in te lokken. Later speelde ze de titelrol in Madame Bovary (1942), voordat ze zich in 1950 voorgoed terugtrok uit het theater. In 1970, een jaar na het overlijden van haar man, overleed ze op 76-jarige leeftijd in Zwitserland. Ze werd vereeuwigd met een 'Annie van Eestuin' in Heerhugowaard en een 'Annie van Eesstraat' in Rotterdam, Zaandam en Leiden.
- International Standard Name Identifier: 0000 0003 9291 0679
- Nederlandse Thesaurus van Auteursnamen: 100111645
- Virtual International Authority File: 287089474
- WorldCat: E39PBJh8Mg4jprrCCwvPxFbKh3